# Oras Schandossow (Politiker)

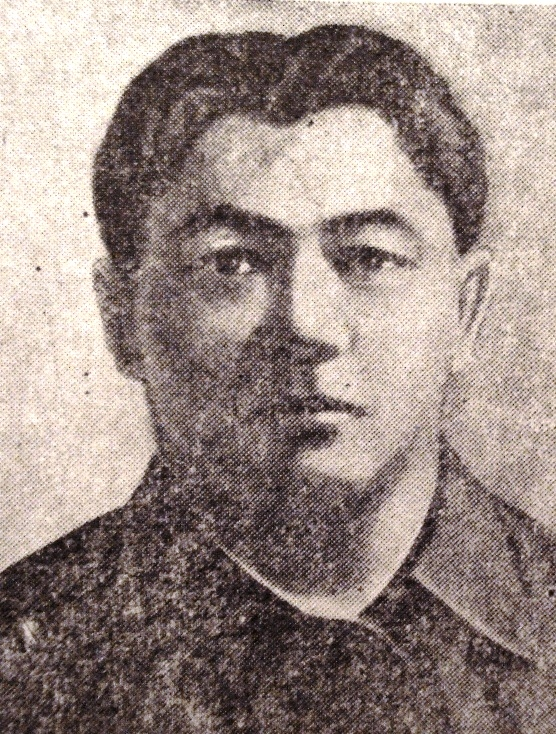
Oras Schandossow

Oras Qyiqymuly Schandossow (kasachisch Ораз Қыйқымұлы Жандосов, russisch Ураз Кикимович Джандосов Uras Kikimowitsch Dschandossow; * 20. Februar 1899 in Ljubow, Oblast Semiretschje, Russisches Kaiserreich; † 2. März 1938 in Alma-Ata, Kasachische SSR) war ein kasachisch-sowjetischer Politiker.

## Leben
Oras Qyiqymuly Schandossow wurde 1899 im Dorf Ljubow in der Oblast Semiretschje geboren. Er besuchte das Gymnasium für Männer in Werny, das er 1918 abschloss. Noch im selben Jahr trat er der Kommunistischen Partei bei und ab dem fünfte Parteitag der Kommunistischen Partei Turkestans im September 1920 wurde er Mitglied des Zentralkomitees der Partei. Von 1921 bis 1923 war er Leiter der Agitations- und Propagandaabteilung des Zentralkomitees der Kommunistischen Partei Turkestans. Als Vorsitzender des regionalen Exekutivkomitees der Oblast Semiretschje unterzeichnete er am 5. Februar 1921 den Befehl zur Umbenennung der Stadt Werny in Alma-Ata.
Von 1923 bis 1924 studierte er an der Fakultät für Wirtschaftswissenschaften der Timirjasew-Akademie für Landwirtschaft in Moskau. Anschließend wurde er Leiter der Agitations- und Propagandaabteilung des kasachischen Regionalkomitees der Kommunistischen Partei. Währenddessen leitete er auch eine Expedition in die Provinzen Dschetyssu und Syrdarja zur Erforschung der ländlichen Wirtschaft und war an zahlreichen Forschungsarbeiten beteiligt. Im November 1927 wurde er zum Volkskommissar für Bildung der Kasachischen ASSR ernannt. Unter seiner Aufsicht wurden die ersten Universitäten auf dem Gebiet des heutigen Kasachstan gegründet, außerdem war er der erste Rektor des Kasachischen Landwirtschaftsinstituts. Er war von 1931 bis 1932 zudem der erste Direktor in der Geschichte der Kasachischen Nationalbibliothek. Von April 1924 bis Juli 1926 war er Herausgeber der Zeitung Jengbekschi qasaq. In den 1930er Jahren war Schandossow Dozent an der  Staatlichen Kasachischen Universität.
Von August 1933 bis Dezember 1934 war er Sekretär des Bezirkskomitees der Kommunistischen Partei im Rajon Kegen in der Nähe von Alma-Ata und von Januar 1935 bis Juni 1937  war er Vorsitzender des Exekutivkomitees von Alma-Ata.
1937 wurde Schandossow von seinem Posten als Vorsitzender des regionalen Exekutivkomitees entlassen und schließlich aus der Partei ausgeschlossen. Am 13. Oktober wurde er wegen Mitgliedschaft in einer antisowjetischen Organisation verhaftet. Später wurde er zum Tode verurteilt und am 2. März 1938 in Alma-Ata erschossen.
Erst 1957 wurde er rehabilitiert.

## Ehrungen
- in Almaty gibt es eine Gedenktafel und eine Statue für ihn
- in Almaty ist eine Straße nach ihm benannt
- in Almaty und Schymkent sind zwei Schulen nach ihm benannt